# E.C.L. Dons
Edvard Christian Langhoff Dons (født 6. september 1889 på Frederiksberg, død 19. juni 1949 i Taarbæk) var en dansk notar.
Dons var søn af stiftamtmand, kammerherre Hans Carl Dons og Caroline f. Langhoff. Han blev student fra Metropolitanskolen i 1907 og cand.jur. i 1914, hvorefter han et par år var fuldmægtig ved Aarhus Stiftamt. I 1917 blev han tilknyttet justitsministeriet, men fungerede fra 1921 som undernotar i København og fra 1943 som notar, hvilket blev hans karrieres højdepunkt. Han var stærkt involveret i foreningen III. Regiments arbejde, både som mangeårigt medlem og formand af bestyrelsen og landspræsidiet samt redaktør af foreningens medlemsblad og blev tillige i 1946 æresmedlem. Ligeledes var han repræsentant i Københavnske Soldaterforeningers Samvirke og Danske Soldaterforeningers Fællesudvalg samt bestyrer af sin morfars Vinhandler, Kaptajn E. C. Langhoffs Legat. I 1934 blev han udnævnt Ridder af Dannebrog. 
Dons giftede sig i 1926 med Gudrun f. Walter Paulsen, datter af notarialassistent Herluf Walter Paulsen.